# Възпоминания от Батак
„Възпоминания от Батак“ с подзаглавие „Разказ на едно дете“ е стихотворение от Иван Вазов, написано през декември 1881 година в Пловдив. Включено е в стихосбирката „Поля и гори“ от 1884 година, отпечатана от Драган Манчов.
Стихотворението е написано по разказа на Иван Тодоров Ганев, който по време на Баташкото клане е бил малко дете и впоследствие приютен в дома на Вазов в продължение на няколко години. Вазов разказва на проф. Иван Шишманов:
| „ | Това беше едно момченце, сираче от Батак, което прибрах в къщата си. То слугуваше и ходеше на училище. Казваше се Иванчо, детския му стил съм запазил в разказа. | “ |

По стихотворението художникът Ангел Гарабитов рисува картината „От Батак съм чичо“. През 2008 година българската рок-група Епизод включва в албума си Старият войн песента „Батак“, написана по стихотворението.